# Диффеоморфизм

Образ квадрата прямоугольной сетки при некотором диффеоморфизме этого квадрата в себя.

Диффеоморфизм — отображение определённого типа между гладкими многообразиями.

## Определение
Диффеоморфизм — взаимно однозначное и гладкое отображение {\displaystyle f\colon M\to N} гладкого многообразия {\displaystyle M} в гладкое многообразие {\displaystyle N}, обратное к которому тоже является гладким.
Обычно под гладкостью понимается {\displaystyle C^{\infty }}-гладкость, однако таким же образом могут быть определены диффеоморфизмы с другим типом гладкости, в частности, класса {\displaystyle C^{k}} при любом натуральном {\displaystyle k}.

## Примеры
Простейшими примерами диффеоморфизмов являются невырожденные линейные (аффинные) преобразования векторных (соответственно, аффинных) пространств одинаковой размерности.

## Связанные определения
- Если для {\displaystyle M} и {\displaystyle N} существует диффеоморфизм {\displaystyle f\colon M\to N}, то говорят, что {\displaystyle M} и {\displaystyle N} диффеоморфны.
  - Обычно это отношение обозначается  {\displaystyle M\cong N}.
  - Заметим, что диффеоморфными могут быть только многообразия одинаковой размерности.

- Множество диффеоморфизмов многообразия {\displaystyle M} в себя образует группу, называемую группой диффеоморфизмов {\displaystyle M} и обозначаемую {\displaystyle \operatorname {Diff} \,M}.

- Отображение {\displaystyle f\colon M\to N} называется локальным диффеоморфизмом в точке {\displaystyle x\in M} если его сужение на некоторую окрестность точки {\displaystyle x} является диффеоморфизмом на некоторую окрестность точки {\displaystyle y=f(x)\in N}.

## Свойства
- Любой диффеоморфизм является гомеоморфизмом.
  - Обратное неверно. Более того, существуют гомеоморфные, но не диффеоморфные гладкие многообразия (например, экзотическая сфера).
- Взаимно однозначное отображение {\displaystyle f\colon M\to N} является диффеоморфизмом тогда и только тогда, когда {\displaystyle f} — гладкое отображение и его якобиан нигде не равен нулю.